# Nova (település)

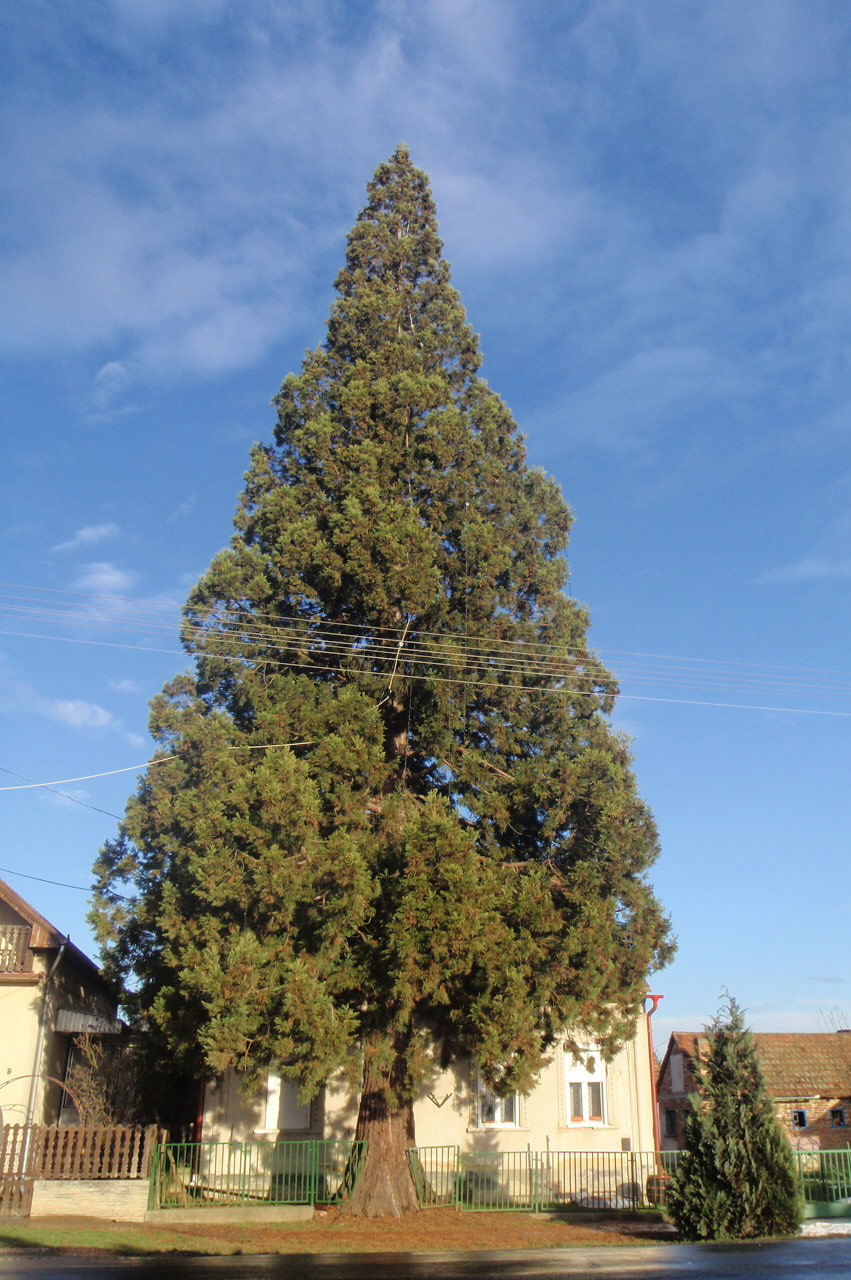
Mamutfenyő a Kossuth utcában

Nova község Zala vármegye nyugati részén, a Lenti járásban.

## Fekvése
Nova a Keszthely–Lenti–Rédics között húzódó 75-ös főút mentén terül el, így jó összeköttetése van Budapesttel és az említett városokkal. Zalaegerszeggel az ott induló és Nagylengyelen át idáig vezető, a 75-ös főútba betorkolló 7401-es út biztosít közvetlen összeköttetést a település számára. Továbbá kisebb utak indulnak Novából Szilvágy (7415) és Mikekarácsonyfa-Csömödér (7547) felé.
Autóbuszjáratok sűrűn érintik a települést: Zalaegerszeg, Lenti, Keszthely és Budapest könnyen elérhető a faluból.

### Zágorhida
Ez a községrész Nova központjától keletre található; első írásos említése 1256-ból ismert, Zagur néven. A terület nagy részén a patakok szabályozása előtt mocsaras területek voltak. Az 1400-as évektől kezdődően szereztek itt birtokokat a Hahold nemzetbeli Bánffyak, illetve a kapornaki apátság. A település elpusztult a török alatt, majd a víz miatt gyorsan helyreállították a malmokat és újra benépesült. Nova külterületi lakott helyei közül mára egyedüliként maradt meg. Zágorhida környezetében is a dűlőnevek őrzik a régi lakott helyek elnevezéseit. A falurész északi részén szoknyás harangláb áll.

## Története

### A község ókori és középkori története
A község környezete korai lakott helyként ismert, amelyet a falumúzeumban látható leletek is bizonyítanak (kőbalta, őrlőkő, tűzkutya stb… A község határában ősi telephelyek alakultak ki, többek között Pap-domb délnyugati, zágorhidai út északi, a lenti út északi részén, a Központi major területén.
Római korból is találtak maradványokat. A honfoglaláskor a történelmi adatok szerint a zalai területeket a Kál horka törzse szállta meg. Nova is beletartozott az itt húzódó gyepűvonalba, amelyek közül a belső és régebbi gyepűvonal Zágorhida és Nova között húzódott. Nova első írásos említése 850-ben a salzburgi érsek egyházszentelésében található. 1190-ben egy írásban Novát a veszprémi püspökség kúriájaként említi. Ekkor már megvolt a veszprémi püspöknek az itteni birtoka, ahol nagyobb kényelmesebb kúriája is létezett, ezt 1267-ben, mint tartózkodási helyet meg is említik.
A fejlődő települést 1446-ban már mezővárosnak nevezte a püspök, gyarapodó lakossággal és kézművesekkel, főleg fazekasokkal. A 15. század végén a püspökség gazdatisztjei székeltek itt, akiket a sümegi várnagy rendelt ki. A településnek volt külön bírája is. A Novakés a püspöki tizedkerület központjaként szerepelt. 1524-ben az urbárium szerint 20 egész és 4 fél telken 33 jobbágy lakott, puszta volt 2 és fél telek, valamint 4 püspöki uradalmi malom.

### A település újkori időszakának története
1550-ben a novai esperesi kerület 23 plébániával működött. Szigetvár 1566. évi eleste után Göcsej is a török uralom alá került. A feljegyzések szerint ekkor zsugorodott össze Zágorhida. E korban sorra eltűntek a Nova környékén emlegetett helységek: pl. Salamonfa, Kondorfa, Lőrincfa, Felső-alsó Csapófa, Babath, Fácáni, Dancs, Szántóháza, Petőfa, amelyek ma dülők Nova határában.
A török kor tárgyi emlékei a Szurkos-szeren (Néphadsereg utca ma) előkerült ágyúgolyó, nyílhegyek, kardtöredékek. A folyamatos török dúlás miatt az 1600-as évekre a környező településekkel együtt elnéptelenedett. 1622-ben a püspök a lakatlan Nova megszállásért 6 esztendő szabadságot ígért. A 17. században még tartott a török dúlás időszaka.

### A község a 18-19. században
Az 1700-as években azonban fejlődésnek indult a település, növekedett a népessége, mezőgazdasági területeit használták, jelentős szőlőterületekkel, majorokkal, malmokkal, amelyek közül az egyik a Zágor folyón lévő 3 kerekű fűrészmalom. A Szombathelyi egyházmegye megalakulásával a települést is leválasztották Veszprémtől. 1778-ban készült el a templom, és plébánia is működött itt. Az 1780-as évben jelentek meg a településen az első zsidók, akik egészen 1944-ig itt lakhattak. 1870. január 1-jén megalakult a közigazgatási reform keretében a Novai járás. A településen kezdetben három vásárt, később már hatot tartottak, helyszíne a Fő utca volt. Állatvásártér a temető mellett létesült.

### A 20. századi Nova története
1901. január 1-jén döntöttek a helyi kórház felépítéséről. 1905-ben kérte a képviselő-testület a község városi jellegű településsé nyilvánítását. Ebben az évben elkészült a Fő utcán az iskola épülete. 1905. szeptember 8. – Rendelet a helyi építés szabályairól: „…az építés szabályozási vonala a novai plébániaépület és a novai uradalmi épület egy vonalában, vagyis az út és utca szélességét 48 méterben állapítja meg. A szurkos-szeri részben Kovács Miklós és a pásztorház közti út és utca szélességét 14,0 m-ben állapítja meg, mint szabályozási vonalat. A házak előtt az épülettől 2 m szélességben a kiskertek használtassanak.”
1900. december 10. és 1914. október 1. között dr. Mayer István (1855–1928), Zala vármegye törvényhatósági bizottságának tagja, a novai járás főszolgabírája volt; közkedvelt és becsült járási vezetőnek tekintették, aki szorgalmasan dolgozott hivatala alatt. 1920-as évektől megkezdődött a Kossuth utca keleti részének beépítése. 1903. január 15-én létrejött a "Novai Gazdakör", melynek alapító elnöke gróf Batthyány Zsigmond lett. Az egyik tiszteletre méltó novai földbirtokos idősebb Stádel János, aki aktívan vett részt a Novai Gazdakörben, melynek az elnökhelyettese is volt. 1925-ben számos iparos és mesterember élt itt, 2 téglaégető, 1 deszkametszőtelep, 1 vízimalommal. Ebben az időszakban helyben működött három kocsma, egy panzióval, két orvos és egy gyógyszertár. 1928-29. új plébánia épület épült a korábbi földszintes helyett. 1931. május 31-én megindult az autóbuszjárat Bak felé és elkészült a busz garázsa is. 1934. szeptember 30-án felavatták a hősi emlékművet. 1936-ban megnyílt a Persay család által részben finanszírozott strand a Kerta-patak jobb partján, amely egészen 1946-ig működött. 1940-ben megkezdte működését a szeszfőzde, mely egészen 1975-ig üzemelt. 1949-ben rendeletileg megszüntették a Fő utcán a házak előtt lévő kiskerteket. Megkezdődött a tüdőbeteg-gondozó építése.
1950-ben megszűnt a Novai járás, Lenti átvette a település szerepét, így a fejlesztések is elmaradtak. 1951-ben szülőotthon létesült (1978-ig működött), amely mellé mentőállomást is kialakítottak. 1957-ben épült meg az új kultúrház a volt grófi kastély egy részének helyén. 1971-ben a Központi majorban megkezdődött a szociális létesítmények építése, bővült a 108 férőhelyes istálló, és új szolgálati lakás épült. 1982-ben avatták az új iskolaépületet. A községben működik a Nova Bútor Bútorgyár Kft, több kertészet és mezőgazdasági vállalkozó. A falu határában lévő kiterjedt erdőségek állami kezelésben vannak.

## A helyi történelmi családok

### A Batthyány család

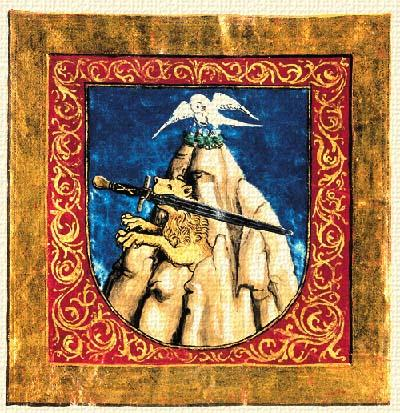
A gróf németújvári Batthyány család címere

1897-ben a zalaszentgróti születésű gróf németújvári Batthyány család sarja, gróf Batthyány Zsigmond (1856-1939) megvásárolta a püspök novai birtokát. Ezzel megszűnt a püspökség évszázadokon át tartó gazdasági uralma. Az hatalmas uradalom (az összesen 6439 holdból 3911 holdat foglalt el) mellett alig volt életképes paraszti föld. A Batthyány vadászkastély 1933-ban épült és az "Olgamajor" nevet kapta Batthyány Zsigmond felesége után, gróf Olga Maria Kladziwa (1873-1935) után, aki alig pár évvel később hunyt el.
Batthyány Zsigmond aktív szerepet vállalt felsőházi tagként, és erélyesen támogatta a Justh féle függetlenségi pártot annak érdekében, hogy létrehozzák az önálló magyar bankot az Osztrák-Magyar Monarchia alatt. 1898. május 28-án tartották az alakuló közgyűlést a "Nova és Vidéke Takarékpénztár Részvénytársaság" létrehozására, amelynek Batthyány a tulajdonosa maradt élete végéig. Az alapítók között Kovácsics Ferenc, Tornyos Gábor, bezerédi Bezerédy István, malatini Malatinszky Lajos, az akkori novai főszolgabíró, persai Persay Gyula, és Farkasovszky Endre voltak.
Egy „kastélynak" nevezett földszintes ház alkotta a gróf rezidenciáját a novai község központjában. A püspökség idejében tiszttartólakás volt egyik része, a másik istálló. Az utóbbit átalakították, és ez is a kastély részévé vált. Emiatt az átalakítás miatt, csak később költözött át Csendlakról az új tulajdonos. 1919-től a gróf Batthyány Zsigmond Novára tette át székhelyét, majd a háború elől Németújvárra költöztek. A Tanácsköztársaság alatt, az 1919. április 3-án megjelent földbirtok szocializálási rendeletnek megfelelően a grófi földeket szocializálták, az egyházéval együtt. Batthyány Zsigmond gróf több ezer holdja tehát „szocialista gazdaság" lett. Vezetését egy Mérei nevezetű gazdatiszt vette át. Földeket nem osztották szét, a cselédek maradtak, és gondozták az állatokat annyi kommencióért, amennyit előzően kaptak. 1919. július végén a kommunista direktórium a Batthyány kastélyba tette át székhelyét az iskola melletti épületből, ám csak néhány napig tartózkodott ott, mert bekövetkezett a Tanácsköztársaság megdöntése. A kommunista uralom után a gróf Batthyány család visszaszerzett minden jogát a novai földjei és kastélya fölött. Batthyany Zsigmond elnöke volt a a "Zalamegyei Gazdasági Egyesület"-nek, és igyekezett méltó aktív szerepet vállalni a vármegye mezőgazdasági életében is. Batthyány Zsigmond fia, gróf Batthyány Miklós (1892-1969), novai földbirtokos, 1935. július 5-én vette feleségül Szombathelyen gyulai Gaál Anna (1910-?) kisasszonyt. a második világháború után, Miklós Magyarországon maradt, bátyja, ifjabb gróf Batthyány Zsigmond (1891-1966) elhagyta az országot és Németújváron hunyt el.

### A Persay család

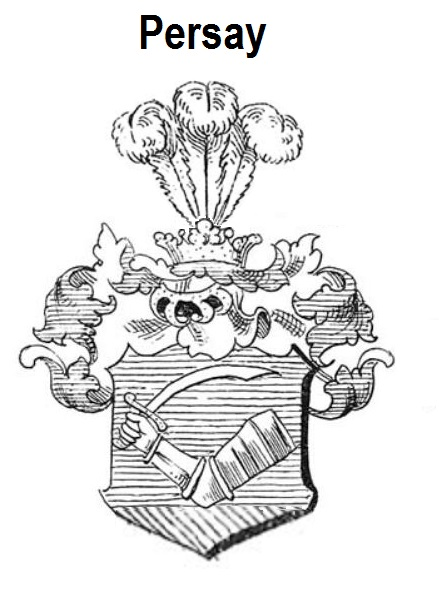
A persai Persay család címere

A Pest-Pilis-Solt-Kiskun vármegyei nemesi származású persai Persay családból való persai Persay Gyula (1855-1924), okleveles gyógyszerész, novai földbirtokos 1886-ban megalapította a helyi "Őrangyal" nevű gyógyszertárt, amely a majdani Batthyány vadaskastély mellett helyezkedett el.
1898. május 28.-án zajlott a gróf németújvári Batthyány Zsigmond (1856-1939) által alapított Nova és Vidéke Takarékpénztár Részvénytársaság alakuló közgyülése Nován; a hét alapítótagból Persay Gyula volt az egyike. 1900. és 1912. között a takarékpénztár pénztárnokaként tevékenykedett. 1912. február 26-án a vezérigazgatójává választották meg; vezérigazgatói tisztséget 1922-ig töltötte be. Persay Gyula vármegyei bizottsági tag, és gróf Batthyány Zsigmond között jó baráti viszony alakult ki, amely hasonló közös politikai és pénzügyi elveken alapult. 1909 novemberében a függetlenségi népgyűlést tartották Nován, amelyen Persay Gyula elnökölt. Ezen követelték az önálló magyar bank létrehozását és kijelentették, hogy csatlakoznak a Függetlenségi és Negyvennyolcas Párthoz, ugyanúgy, ahogy Letenyén és Sümegen is megtörtént. Persay Gyula a függetlenségi és Negyvennyolcas Párt novai vezetője lett; másrészt számos szervezet és egyesületben is vett aktív részt: a Tulipán Szövetség novai fiók társelnöke, a novai önkéntes tűzoltó egyesület pénztárnoka, a Zalavármegyei magyar iparvédő-egyesület novai főfelügyelője, a Magyarországi Gyógyszerész Egyesület Zala vármegyei igazgatóhelyettese is volt.
Persay Gyula gyógyszerész, nem csak a pénzügyekben volt tehetséges, hanem természetesen a maga szakmájában is, például bajuszpedrője híres és keresett volt Zala vármegyében és Dunántúlon. Persay Gyula első feleségétől, nemeskéri Kiss Erzsébet (1867-1888) asszonytól született leánya, persai Persay Erzsébet (1885-1913) úrleány. Persay Erzsébet 1903-ban férjhez ment boldogfai dr. Farkas István (1875-1921) tapolcai szolgabíróhoz, aki majd a sümegi járás főszolgabírája lett. Amikor 1907. szeptember 14-én a Tulipán Szövetség novai fiókja alakult meg az elnöke Mayer István főszolgabíró és a társelnökök Persay Gyula és dr. Székely József lettek. A kialakuláskor több választmányi tagja között Persay Gyula második neje, Kim Margit, valamint az első feleségétől származó lánya, dr. boldogfai Farkas István főszolgabíróné persai Persay Erzsébet voltak.
Persay Gyula halála után, a második feleségétől, Kim Margit Vilmától (1865-1956), született fia persai Persay Andor (1889-1938) okleveles gyógyszerész, gyógyszertár tulajdonos, földbirtokos, aki továbbvitte az édesapja üzletét. Az 1919-es Tanácsköztársaság zavargásai alatt Persay Gyula gyógyszertárát kirabolták. A kommunista köztársaság elleni alsólendvai ellenforradalomban, Persay Gyula fia, Persay Andor (1889-1938) vett részt mint a novai ellenállás vezetője, Csizmadia György csendőrtiszt helyettessel együtt. 1919. április 21-én Sebestyén Jenő és Fangler Béla érkezett a településre és megbeszélést tartottak velük, azonban a kommunista elleni mozgalom rövid időn belül kudarcot vallott. Persay Andor Grazba menekült, majd csak a tanácsköztársaság bukása után térhetett vissza.
Persay Andor Nován, 1935. november 9-én, vette el Varga Arankát (1913-†?), Varga Ferenc, novai fazekasmester és Lábodi Anna leányát. Varga Arankától egy fiú- és egy leánygyermek született: Dolmányos Istvánné Persay Katalin (1932); és Persay Gyula (1935), aki az 1956-os forradalom alatt a IV. é.h., nemzetőr, a rádiós csoport tagja volt.

## Közélete

### Polgármesterei
- 1990–1994: Bohár Margit (független)[26]
- 1994–1998: Bohár Margit (független)[27]
- 1998–2000: Vaska Miklós (független)[28]
- 2000–2002: Lendvai Jenőné (FKgP)[29][30]
- 2002–2006: Lendvai Jenőné (független)[31]
- 2006–2010: Lendvai Jenőné (független)[32]
- 2010–2014: Lendvai Jenőné (független)[33]
- 2014–2019: Lendvai Jenőné (független)[34]
- 2019–2024: Németh József (független)[35]
- 2024– : Németh József (független)[1]

A településen 2000. július 23-án időközi polgármester-választást (és képviselő-testületi választást) tartottak, az előző képviselő-testület önfeloszlatása miatt.
A településen polgárőrség működik.

## Népesség
A település népességének változása:
| Lakosok száma | 821  | 810  | 800  | 812  | 745  | 742  | 724  |
|               | 2013 | 2014 | 2015 | 2021 | 2022 | 2023 | 2024 |

A 2011-es népszámlálás idején a nemzetiségi megoszlás a következő volt: magyar 94,7%, cigány 2,4%, német 2,4%. A lakosok 63,5%-a római katolikusnak, 2% reformátusnak, 0,95% evangélikusnak, 3,5% felekezeten kívülinek vallotta magát (29,9% nem nyilatkozott).
2022-ben a lakosság 83,6%-a vallotta magát magyarnak, 1,9% németnek, 1,5% cigánynak, 0,3% románnak, 0,1-0,1% lengyelnek és görögnek, 1,1% egyéb, nem hazai nemzetiségűnek (15,2% nem nyilatkozott; a kettős identitások miatt a végösszeg nagyobb lehet 100%-nál). Vallásuk szerint 45,1% volt római katolikus, 1,3% református, 0,5% evangélikus, 0,9% egyéb keresztény, 0,4% egyéb katolikus, 5,5% felekezeten kívüli (46,2% nem válaszolt).

## Látnivalók

### Nagyboldogasszony római katolikus templom
A település fontos szerepet töltött be a veszprémi püspökség életében annak megalakulása óta a kiterjedt egyházi birtokoknak köszönhetően. Egyházkerületileg pedig plébánia működött itt mindig. A település mai temploma 1777-78-ban épült – a tervezői ismeretlenek. Régi templomáról nem sokat tudni; a feljegyzések szerint nem volt neki tornya, fából készült haranglába Bíró Márton veszprémi püspök adományából két haranggal állt. A Kamara a régi templomot lebontatta, az újnak csak az alapjai készültek erre el, a mise helye a régi szentély. Az új templom építését már a szombathelyi Szily János püspök fejezte be. A téglát helyben égették. Szily püspök 1779-ben kötött szerződést idősebb Dorfmeister István festővel a templom kifestésére. A templom belső négy oltárt rejt. A főoltár a mennybe menő Máriának van szentelve, a szószékkel szemközt lévő falmező oltára Keresztelő Szent Jánosé, míg a hajó két oldalának oltárai közül a bal oldali Szent Péter és Pál, a jobb oldali pedig Szent Kereszt tiszteletére emeltetett. A mennyezetfreskók Mária életéből vett jeleneteket örökít meg, a kóruson Dávid király és Szent Cecília látható.
Az aranyozási munkákat Rast Simon 1780. május 13-ától, majd Arnold Antal (szombathelyi mester) 1785. május 31-től végezte. A templom harangját 1791-ben szentelték fel, középső harang 1928-ból, legkisebb szintén ebből az évből és Seltenhofer Frigyes soproni műhelyéből való. 1969-ben megkezdődött a freskók restaurálása, amelyet a közelmúltban kezdtek újra és még várhatóan ez a munka éveken át folytatódik. 1993-ra elkészült a templom külső felújítása. 2002-ben lelketlen emberek kifosztották a templomot.

### Olgamajor – Vadászkastély
Olgamajor Batthyány Zsigmond részére épült 1933-ban. 1945 után államosították. 1948-ban a kastély alatt avatták fel dr. Kassai László mérnök tervei alapján az első falepárló üzemet, amely 1953-ig működött. A kastély ezután vadászati célokat szolgált.

### Tiszttartóház
Az egykori tiszttartó épület földszintes, a Fő utcán áll. A püspökség idején egyik része lakás volt amely ma Plánder Ferenc Falumúzeum, másik része istálló. Ezt lebontották és a helyén a kultúrház áll. Az utóbbit annak idején átalakították és a kastély része lett. A gróf idején a kastély két épületből, több cselédházból, gazdasági épületből, műhelyből állt. 1919-től a gróf Batthyány Zsigmond ide tette át székhelyét, majd a háború előtt Németújvárra költöztek. 1974-ben lebontották a grófi magtárat.

### Mamutfenyő
A mamutfenyő a Kossuth Lajos utcában áll.

## Híres novaiak
- Itt gazdálkodott és itt élt 1924. november 24-i haláláig Persay Gyula (1855-1924) földbirtokos, helyi gyógyszertár-tulajdonos, a Nova és Vidéke Takarékpénztár Részvénytársaság vezérigazgatója.
- Itt élt és tevékenykedett 1938. február 27-én bekövetkezett haláláig Persay Andor (1889-1938) földbirtokos, novai gyógyszerész, az 1919-es alsólendvai ellenforradalom egyik résztvevője, a Nova és Vidéke Takarékpénztár Részvénytársaság igazgatósági tagja, iparhatósági biztos (Persay Gyula fia).
- Itt született 1908. október 6-án Boldogfai Farkas Endre (1908–1994), vezérkari őrnagy, földbirtokos (Persay Gyula veje).
- Itt született 1955. január 26-án Serfőző Anikó, az Illés-együttes énekese.
- Itt született 1965. február 24-én Turbuly Lilla magyar költő, író, kritikus.